# Municipio de Smith (condado de Mahoning)
El municipio de Smith (en inglés: Smith Township) es un municipio ubicado en el condado de Mahoning, en el estado estadounidense de Ohio. Según el censo de 2020, tiene una población de 4097 habitantes.

## Geografía
El municipio de Smith se encuentra ubicado en las coordenadas 40°57′7″N 81°1′23″O / 40.95194, -81.02306. Según la Oficina del Censo de los Estados Unidos, el municipio tiene una superficie total de 83,88 km², de la cual 82,10 km² corresponden a tierra firme y 1,78 km² es agua.

## Demografía
Según el censo de 2020, hay 4097 personas residiendo en el municipio de Smith. La densidad de población es de 49,90 hab./km². El 93,70 % de los habitantes son blancos; el 0,71 % son afroamericanos; el 0,12 % son amerindios; el 0,17 % son asiáticos; el 0,02 % es isleño del Pacífico; el 0,41 % son de otras razas, y el 4,86 % son de una mezcla de razas. Del total de la población, el 1,44 % son hispanos o latinos de cualquier raza.

## Gobierno
El municipio es gobernado por una junta de administradores (trustees) de tres miembros. Hay también un funcionario fiscal electo.